# Sorour Kasmaï
Pour les articles homonymes, voir Kasmaï.
Sorour Kasmaï, née à Téhéran, est une romancière franco-iranienne qui vit en France depuis 1983. Elle est bilingue et écrit dans les deux langues persane et française. Elle est également éditrice et dirige aux éditions Actes Sud la collection « Horizons persans », dédiée aux littératures afghane et iranienne. Elle a aussi signé plusieurs traductions.

## Biographie
Issue d'une famille iranienne francophile, elle fait ses études primaires et secondaires au lycée franco-iranien Razi. Arrivée à Paris, après un long périple à travers les montagnes de Kurdistan (cf. La Vallée des aigles, autobiographie d'une fuite), elle étudie la langue et la littérature russe. Remportant le premier prix d'un concours, elle obtient une bourse afin de continuer ses études à Moscou. Elle y fait connaissance avec la tradition du théâtre russe et devient plus tard traductrice et interprète de russe sur les plateaux de théâtre et de l'Opéra en France.

## Œuvres
- Le Cimetière de verre, roman, Actes Sud, 2002
- Iranian psycho dans La paix en toutes lettres- Collectif d'auteurs, Actes Sud, A ciel ouvert, 2002
- La Vallée des aigles, autobiographie d'une fuite, Actes Sud, 2006
- Un jour avant la fin du monde, Robert Laffont, 2015
- Ennemi de Dieu, Robert Laffont, 2020

### Traductions
- Toutes mes condoléances, nouvelle d'Akbar Sardouzami, dans Les jardins de solitude, Ed. Mille et Une Nuits, 2000
- Festin royal, nouvelle d'Assef Soltanzadeh, dans Perdus dans la fuite, Actes Sud, 2002
- Partir, rester, revenir de Shahrokh Meskoob, en collaboration avec M. Parfenov et A. Moghani, Actes Sud, 2001

### Édition
- Les Jardins de solitude, sept nouvelles de sept écrivains iraniens, Ed. Mille et Une Nuits, 2000
- Collection « Horizons Persans »
  - Perdus dans la fuite, Assef Soltanzadeh, Actes Sud, 2002
  - La Maison de Shemiran, Goli Taraghi, Actes Sud, 2003
  - Les Trois Bonnes, Goli Taraghi, Actes Sud, 2004
  - Couloir N°6, Ebrahim Nabavi, Actes Sud, 2005
  - Partir, rester, revenir, Shahrokh Meskoob, Actes Sud, 2007
  - Les figues rouges de Mazâr, Mohammad Hossein Mohammadi, Actes Sud, 2012